# Jean Bretagne Charles de La Trémoille
Jean Bretagne Charles Godefroy de La Trémoille (* 5. Februar 1737 in Paris; † 15. Mai 1792 in Chambéry) war Herzog von La Trémoille, Herzog von Thouars, Fürst von Tarent und Talmont, Graf von Laval, Vitré und Montfort, Pair von Frankreich.

## Leben
Er war der Sohn von Charles-Armand-René de La Trémoille und Marie Hortense Victoire de La Tour d’Auvergne. 1740 wurde er in den Ordre royal et militaire de Saint-Louis aufgenommen.
Am 18. Februar 1751 heiratete er (nachdem er für volljährig erklärt worden war) Marie Jeanne Geneviève de Durfort (* 3. Februar 1735; † 10. Dezember 1762) dite  Mademoiselle de Randan, Tochter von Guy Michel de Durfort, Herzog von Lorge und Randan, und Élisabeth-Philippine de Poitiers de Rye. Die Ehe blieb kinderlos.
Am 30. Mai 1752 wurde er zum Colonel der Grenadiers de France ernannt, am 10. Oktober 1755 zum Colonel des Régiment d’Aquitaine, das seitdem Régiment d’Artois genannt wurde. Am 23. Juni 1758 kämpfte er während des Siebenjährigen Kriegs an der Spitze seines Regiments in der Schlacht bei Krefeld. Am 26. Juli 1672 wurde er zum Brigadier des Armées du Roi ernannt, am 3. Januar 1770 zum Maréchal de camps er Armee du Roi.
Am 27. Juni 1763 heiratete er in zweiter Ehe Marie Maximiliane Luise, Prinzessin zu Salm-Kyrburg (* 19. Mai 1744; † 13. Juli 1790), Tochter von Fürst Philipp Joseph zu Salm-Kyrburg, kaiserlicher Kammerherr, und Maria Josepha von Horn. Ihre Kinder waren:
- Charles Bretagne Marie (* 24. Mai 1764[7]; † 10. November 1839), Herzog von La Trémoille, Herzog von Thouars, Fürst von Tarent, 1789 Oberst, 1824 Generalleutnant; ⚭ (1) 20. Juli 1781[8] Louise Emmanuelle de Châtillon (* Juli 1763; † vor 1817), 1815 Herzogin von Châtillon, Tochter von Louis Gaucher, Herzog von Châtillon, Pair von Frankreich, und Adrienne Emilie Félicité de La Baume-le-Blanc de La Vallière; ⚭ (2) 9. Juni 1817 Marie Virginie de Saint-Didier († 16. Januar 1829), Tochter von Antoine, Comte de Saint-Didier, und Marie Leblanc; ⚭ (3) 14. September 1830 Joséphine Walsh de Serrant (* 7. März 1810; † 10. September 1887), Tochter von Antoine Joseph Philippe Walsh, Comte de Serrant, und Charlotte Elisabeth Marie Rigaud de Vaudreuil
- Antoine Philippe (* 27. September 1765 in Paris; † erschossen 26. Januar 1794 in Laval), Prince de Talmont, General der Kavallerie, Général en Chef de l’Armée Catholique et Royale de Vendée; ⚭ (Ehevertrag 23. bzw. 26. Januar 1785) Henriette Louise Françoise Angélique d’Argouges, Tochter von Michel Pierre François, Comte d’Argouges, Marquis de la Chapelle-la-Reine, Lieutenant-général des Armées du Roi, und Henriette Charlotte Marie de Courtavel de Pézé
- Charles Godefroy Auguste (* 27. September 1765; † guillotiniert 15. Juni 1794), genannt Abbé de La Trémoille, Comte de Laval, 1777 Kanoniker  und 1789/90 Domdechant in Straßburg
- Louis Stanislas Kostka (* 11. Juli 1767[9]; † August 1837), Generalleutnant; ⚭ (1) 1. April 1802 Geneviève Adélaide Andrault de Langeron († 1829), Tochter von Charles Claude Andrault de Maulevrier, Marquis de Langeron; ⚭ (2) 12. August 1834 Augusta Murray (* 15. Januar 1816; † Mai 1877), Tochter von Alexander Murray und Deborah Hunt

Während der Französischen Revolution blieb er loyal zum König. Sein Amt als Marschall hielt ihn von seinem Schloss fern, das beschlagnahmt und in ein Gefängnis für monarchistische Frauen umgewandelt wurde. Bereits 1789 wanderte er aus.